# Lincos
La Lincos (abbreviazione latina lingua cosmica, identico in italiano) è una lingua artificiale, descritta per la prima volta dal professor Hans Freudenthal nel suo libro Lincos: Design of a Language for Cosmic Intercourse, Part 1. È una lingua progettata per essere comprensibile da qualunque possibile ragionevole forma di vita extraterrestre ed essere utilizzata in radiotrasmissioni interstellari. Freudental ha pensato che tale lingua potrebbe essere facilmente compresa da esseri non conoscenti qualsiasi lingua terrestre. La Lincos è stata progettata per essere capace di accogliere la "massa totale della conoscenza umana".

## Concetto e capacità
Il lessico della Lincos, destinato ad essere trasmesso prima di qualunque ulteriore messaggio, comincia con una serie semplice di impulsi, destinata a definire la terminologia dei numeri naturali e dell'aritmetica di base (addizione, sottrazione, moltiplicazione e divisione) nel sistema binario. I concetti di uguaglianza, disuguaglianza, variabili e costanti sono illustrati tramite una serie di esempi, e infine tramite la logica proposizionale, la teoria degli insiemi, e la teoria del primo ordine. La sezione seguente del lessico della Lincos definisce il lessico per descrivere il tempo, dando mezzi per misurare le durate, e specificare determinati momenti del tempo, passati e futuri. La terza sessione è la più complicata e cerca di spiegare i concetti ed il linguaggio sufficienti per descrivere la condotta e la conversazione tra individui. Usa esempi che dimostrano individui parlarsi, domandare, rifiutare, citare altre persone, sapere, attendere, promettere e giocare. Infine, la sezione quarta descrive i concetti legati alla massa, allo spazio ed al moto. Quest'ultima sezione descrive anche le caratteristiche fisiche dell'uomo e del sistema solare.
Un secondo libro era stato progettato ma non è stato mai scritto. Avrebbe aggiunto quattro sezioni in più al lessico: "Materia", "Terra", "Vita" e "Condotta 2". Finora non sono mai state fatte trasmissioni in Lincos.

## Esempi
L'esempio seguente dalla sezione 3 del libro di Freudental dimostra un individuo che parla con un altro.
| Testo nella Lincos | Senso                             |
| ------------------ | --------------------------------- |
| Ha Inq Hb ?x 2x=5  | Ha parla a Hb: Cosa è x se 2x=5?  |
| Hb Inq Ha 5/2      | Hb parla a Ha: 5/2.               |
| Ha Inq Hb Ben      | Ha parla a Hb: Bene.              |
| Ha Inq Hb ?x 4x=10 | Ha parla a Hb: Cosa è x se 4x=10? |
| Hb Inq Ha 10/4     | Hb parla a Ha: 10/4.              |
| Ha Inq Hb Mal      | Ha parla a Hb: Male.              |
| Hb Inq Ha 1/4      | Hb parla a Ha: 1/4.               |
| Ha Inq Hb Mal      | Ha parla a Hb: Male.              |
| Hb Inq Ha 5/2      | Hb parla a Ha: 5/2.               |
| Ha Inq Hb Ben      | Ha parla a Hb: Bene.              |

Nota la differenza tra "bene" e "male" in confronto a "vero" e "falso": 10/4 è risposta vera alla domanda, allora Ver ("verità") sarebbe una risposta accettabile, ma poiché non è stata ridotta, non è quella che Hb voleva, che dunque ha risposto Mal ("male").
L'altro esempio dimostra una meta-conversazione.
| Testo nella Lincos           | Senso                                              |
| ---------------------------- | -------------------------------------------------- |
| Ha Inq Hb ?x 4x=10           | Ha parla a Hb: Cosa è x se 4x=10?                  |
| Hb Inq Hc ?y Inq Hb ?x 4x=10 | Hb parla a Hc: Chi mi ha chiesto x tale che 4x=10? |
| Hc Inq Hb Ha                 | Hc parla a Hb: Ha.                                 |